# Enzo Turco
Enzo Turco (Nápoles, 8 de junio de 1902 – Roma, 7 de julio de 1983) fue un actor teatral, cinematográfico y televisivo, además de guionista, de nacionalidad italiana.

## Biografía
Comenzó a dedicarse al teatro a partir de los años treinta, imponiéndose como uno de los actores dialectales más destacados y vivaces, especialmente como compañero escénico de Nino Taranto.
Su mejor etapa en el cine, en el que había debutado hacia finales de los años treinta, comenzó a finales de los cuarenta, cuando empezó a consolidarse como un actor de carácter desenvuelto y brillante. Actuó con frecuencia al lado de Totò, en películas como Un turco napolitano (1953) y Miseria y nobleza (1954).
Como guionista, realizó Scapricciatiello de Luigi Capuano (1955) y Ci sposeremo a Capri de Siro Marcellini (1956).
Desde finales de los años cincuenta hasta principios de los setenta, Turco trabajó también en televisión, participando en dramas televisivos y series de éxito (entre otras, Joe Petrosino, dirigida por Daniele D’Anza en 1972).

## Teatro de revista
- Mondo allegro, de Ripp y Bel Ami, con Erminio Macario, Hilda Springher, Bianca Rizzo y Enzo Turco. Dirección de Macario 1935.

## Filmografía
| - Abuna Messias, de Goffredo Alessandrini (1939) - Retroscena, de Alessandro Blasetti (1939) - Partenza ore 7, de Mario Mattoli (1946) - Cuore, de Duilio Coletti y Vittorio De Sica (1948) - Fifa e arena, de Mario Mattoli (1948) - Il barone Carlo Mazza, de Guido Brignone (1948) - Accidenti alla guerra!..., de Giorgio Simonelli (1948) - Se fossi deputato, de Giorgio Simonelli (1949) - La cintura di castità, de Camillo Mastrocinque (1949) - I pompieri di Viggiù, de Mario Mattoli (1949) - Il padrone del vapore, de Mario Mattoli (1951) - Un ladro in Paradiso, de Domenico Paolella (1952) - Un turco napoletano, de Mario Mattoli (1953) - Villa Borghese, de Vittorio De Sica y Gianni Franciolini (1953) - Miseria e nobiltà, de Mario Mattoli (1954) - Totò cerca pace, de Mario Mattoli (1954) - Milanesi a Napoli, de Enzo Di Gianni (1954) - Scapricciatiello, de Luigi Capuano (1955) - Napoli sole mio, de Giorgio Simonelli (1956) - Ci sposeremo a Capri, de Siro Marcellini (1956) | - Guaglione, de Giorgio Simonelli (1956) - A sud niente di nuovo, de Giorgio Simonelli (1957) - Ricordati di Napoli, de Pino Mercanti (1958) - Il bacio del sole, de Siro Marcellini (1958) - I ragazzi dei Parioli, de Sergio Corbucci (1959) - Vacanze d'inverno, de Camillo Mastrocinque y Giuliano Carnimeo (1959) - I ladri (Contrabando en Nàpoles) de Lucio Fulci (1959) - Caravan petrol, de Mario Amendola (1960) - Un giorno da leoni, de Nanni Loy (1961) - Le quattro giornate di Napoli, de Nanni Loy (1962) - ...e la donna creò l'uomo, de Camillo Mastrocinque (1964) - Letti sbagliati, episodio La seconda moglie, de Steno (1965) - Scaramouche, de Daniele D'Anza (1965) - Addio, mamma!, de Mario Amendola (1967) - Lo sbarco di Anzio, de Duilio Coletti y Edward Dmytryk (1968) - Mazzabubù... Quante corna stanno quaggiù?, de Mariano Laurenti (1971) - Camorra, de Pasquale Squitieri (1972) |

## Televisión
- La bella avventura, con Tino Bianchi, Laura Solari y Enzo Turco. Dirección de Mario Landi, 27 de abril de 1962.